# Dioses y monstruos
Dioses y Monstruos (Gods and Monsters) es una película estadounidense de 1998 dirigida por Bill Condon. El filme relata los últimos días de vida del famoso realizador James Whale, director de la película Frankenstein, y cuyo tema central es su homosexualidad. Con la única compañía de su ama de llaves, Whale entablará relación con su nuevo jardinero, un joven al que confiará su historia en el Hollywood de la década de 1930.
La película cuenta con las actuaciones de Ian McKellen como Whale, junto a Brendan Fraser, Lynn Redgrave, Lolita Davidovich y David Dukes. La película es una adaptación de Bill Condon de la novela El padre de Frankenstein de Christopher Bram, y fue producida por el novelista británico (especializado en el género del horror) Clive Barker.

## Sinopsis
En 1957, el joven Clayton Boone comienza a trabajar como jardinero en la casa de un viejo director de cine retirado en Los Ángeles. El anciano resulta ser James Whale, creador de títulos legendarios del cine de terror, al que los médicos le han vaticinado poco tiempo de vida. Poco a poco, inicia un juego de seducción con el joven Boone convirtiéndole en el confidente de sus recuerdos.

## Reparto
- Ian McKellen ... James Whale

- Brendan Fraser ... Clayton Boone

- Lynn Redgrave ... Hanna

- Lolita Davidovich ... Betty

- David Dukes ... David Lewis

El preestreno de "Dioses y Monstruos" tuvo lugar en Madrid con sus actores protagonistas como estrellas invitadas. En la gala de los Oscars Ian Mckellen partía como favorito a la estatuilla como mejor actor principal, papel que ganó finalmente Roberto Benigni por su papel en la también oscarizada película de habla no inglesa "La vida es bella", premio que entregó Sophia Loren.
La cinta obtuvo un merecido reconocimiento por los académicos de Hollywood y parte de la prensa especializada, ya que es una dura crítica al sistema de la industria del cine.
La excelente banda sonora de Carter Burwell describe perfecta y armoniosamente los pasajes de la película.

## Premios

### Óscar
| Año  | Categoría                          | Película      | Resultado |
| ---- | ---------------------------------- | ------------- | --------- |
| 1998 | Mejor Guion Adaptado               | Bill Condon   | Ganador   |
| 1998 | Óscar al mejor actor               | Ian McKellen  | Nominado  |
| 1998 | Óscar a la mejor actriz de reparto | Lynn Redgrave | Nominado  |